# Antoine Berjon
Pour les articles homonymes, voir Berjon.
 (octobre 2017).
Antoine Berjon né à Lyon le 17 mai 1754 et mort dans la même ville le 24 octobre 1843 est un peintre et illustrateur français.
Réputé pour ses natures mortes de fleurs, il est originaire du quartier lyonnais de Vaise et contemporain de Pierre-Joseph Redouté, et a été formé pour la « fabrique lyonnaise ». Ses compositions étaient utilisées par les dessinateurs des fabriques de soieries et tissus.

## Biographie
Antoine Berjon est le fils d’un boucher de Vaise.
À Lyon, capitale du tissu façonné, Antoine Berjon suit l'enseignement du sculpteur Michel Perrache et d'un agronome renommé, François Rozier. Eu cours de ses voyages à Paris, il acquiert des talents de portraitiste et de miniaturiste sous l'influence du peintre Jean-Baptiste Augustin. Il expose cinq œuvres au Salon de Paris en 1791 puis à nouveau en 1798, 1799, 1804, 1810, 1817, 1819 et 1942. Il obtient en 1819 une médaille de deuxième classe.
La Révolution l'oblige à quitter Lyon pour Paris, mais, vivant misérablement, il regagne Lyon vers 1810 et travaille dans une entreprise de broderies. Il devient, par décret du 6 juillet 1810, professeur de dessin à l’école des Beaux-Arts de Lyon. Il est chargé d'une classe de fleurs destinée à former les dessinateurs d'une nouvelle fabrique de tissage mise au point par l'ingénieur mécanicien Jacquard (Métier Jacquard).
Outre ses activités en tant que professeur à l'École de beaux-arts de Lyon, il est également un portraitiste renommé de la société lyonnaise, portraits qu'il réalise à l'huile, à la sépia et des dessins aux trois crayons. Il pratiqua aussi la miniature et la gravure. 
Victime d'une cabale ultraroyaliste fomentée par son collègue[réf. nécessaire], le peintre Pierre Révoil, Berjon est chassé de son poste en 1823, il est remplacé par Augustin Alexandre Thierriat. Il vit alors très retiré dans une pension et continue pendant une vingtaine d'années à dessiner et à peindre en solitaire, laissant une œuvre abondante qui rompt avec les conventions hollandisantes[à définir] et se distingue par son inspiration poétique.

Portraits d'Antoine Berjon
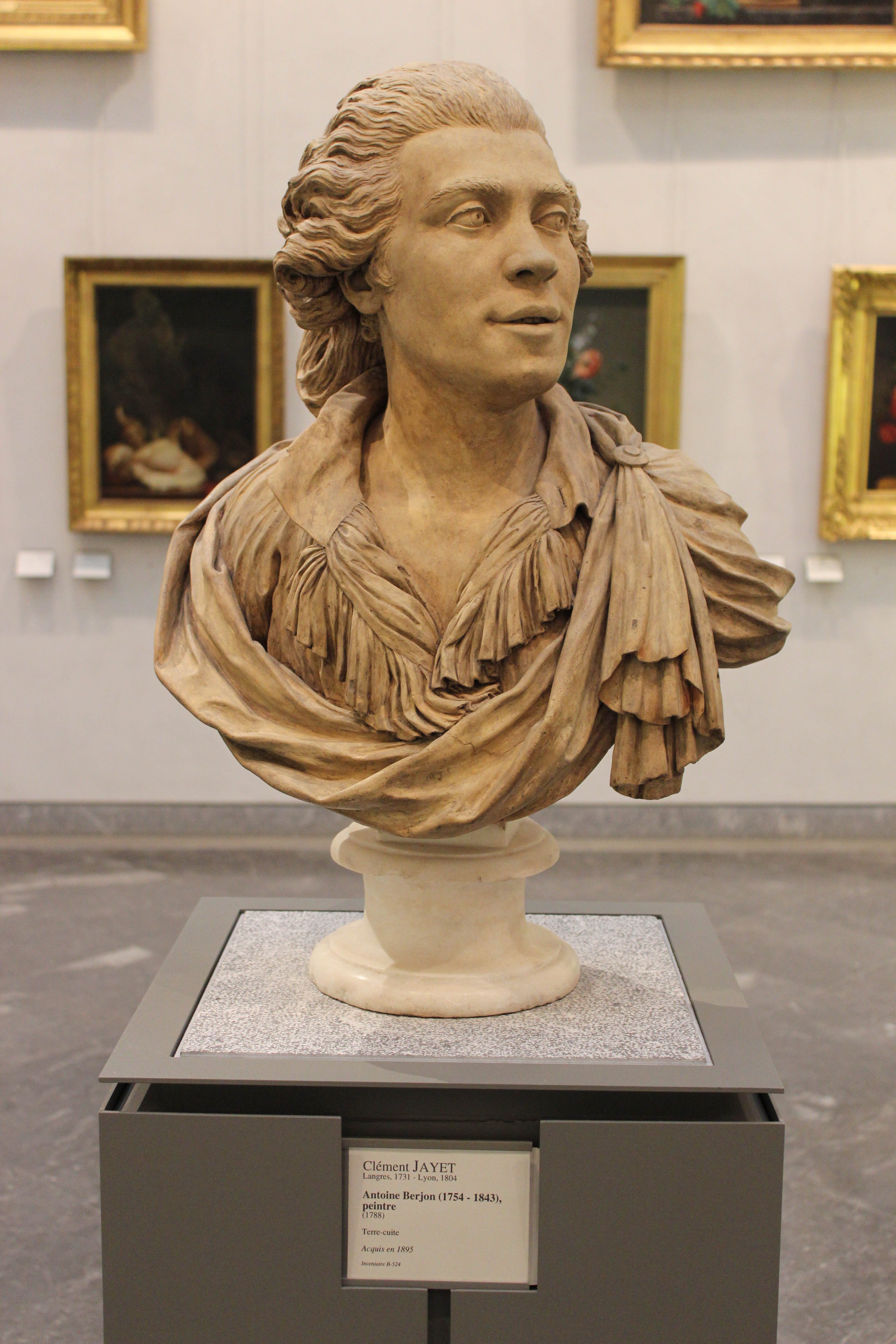
Clément Jayet, Antoine Berjon (1754-1843), peintre (1788), terre cuite, musée des Beaux-Arts de Lyon.
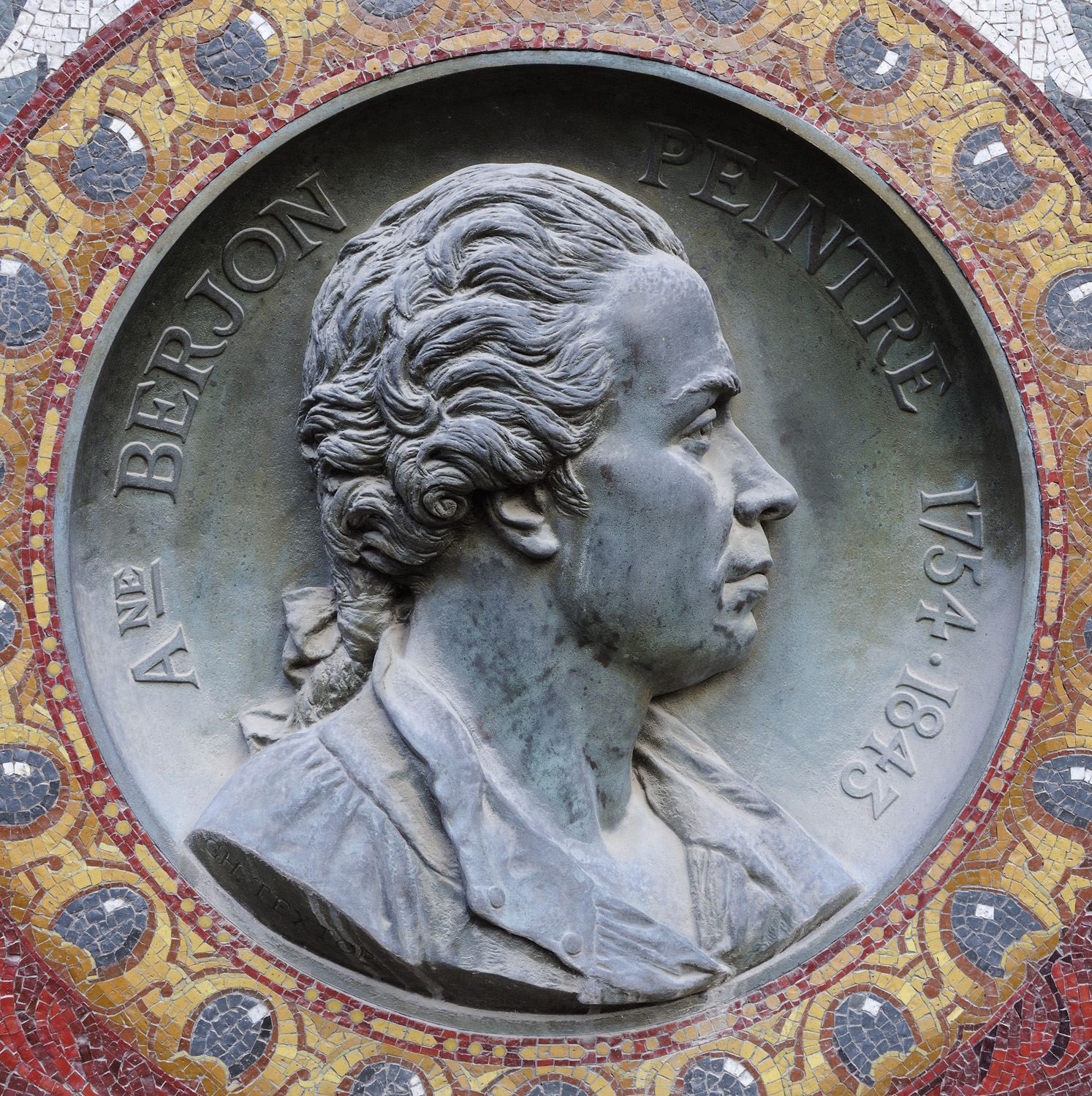
Charles Textor, Antoine Berjon, médaillon en bronze, musée des Beaux-Arts de Lyon.

## Œuvres dans les collections publiques
États-Unis
- Philadelphie, Philadelphia Museum of Art : Nature morte de fleurs, de coquillages, de tête de requin et de pétrifications
- Toledo, Toledo Museum of Art : Nature morte aux raisins, châtaignes, courges et pain de sucre, huile sur toile, 32,8 × 41,4 cm.

France
- Lyon, musée des Beaux-Arts :
  - Fruits et fleurs dans une corbeille d'osier, 1810, huile sur toile, 107 × 87 cm ;
  - Fruits dans une coupe d'albâtre, 1817, huile sur toile.
- Gray, musée Baron-Martin :
  - Double étude de tulipe, huile sur bois, 25 × 30 cm, legs d'Albert Pomme de Mirimonde à la RMN, affecté au musée de Gray ;
  - Les tulipes, huile sur bois, 37 × 29 cm, dépôt du musée des Beaux-Arts de Besançon.
- Mâcon, musée des Ursulines : Coupe de fruits, pastel sur papier, 44 × 38 cm.
- Paris, Musée du Louvre : Bouquet de lis et de roses dans une corbeille posée sur une chiffonnière, 1814, huile sur toile, 66,5 × 49,5 cm.

Œuvres d'Antoine Berjon
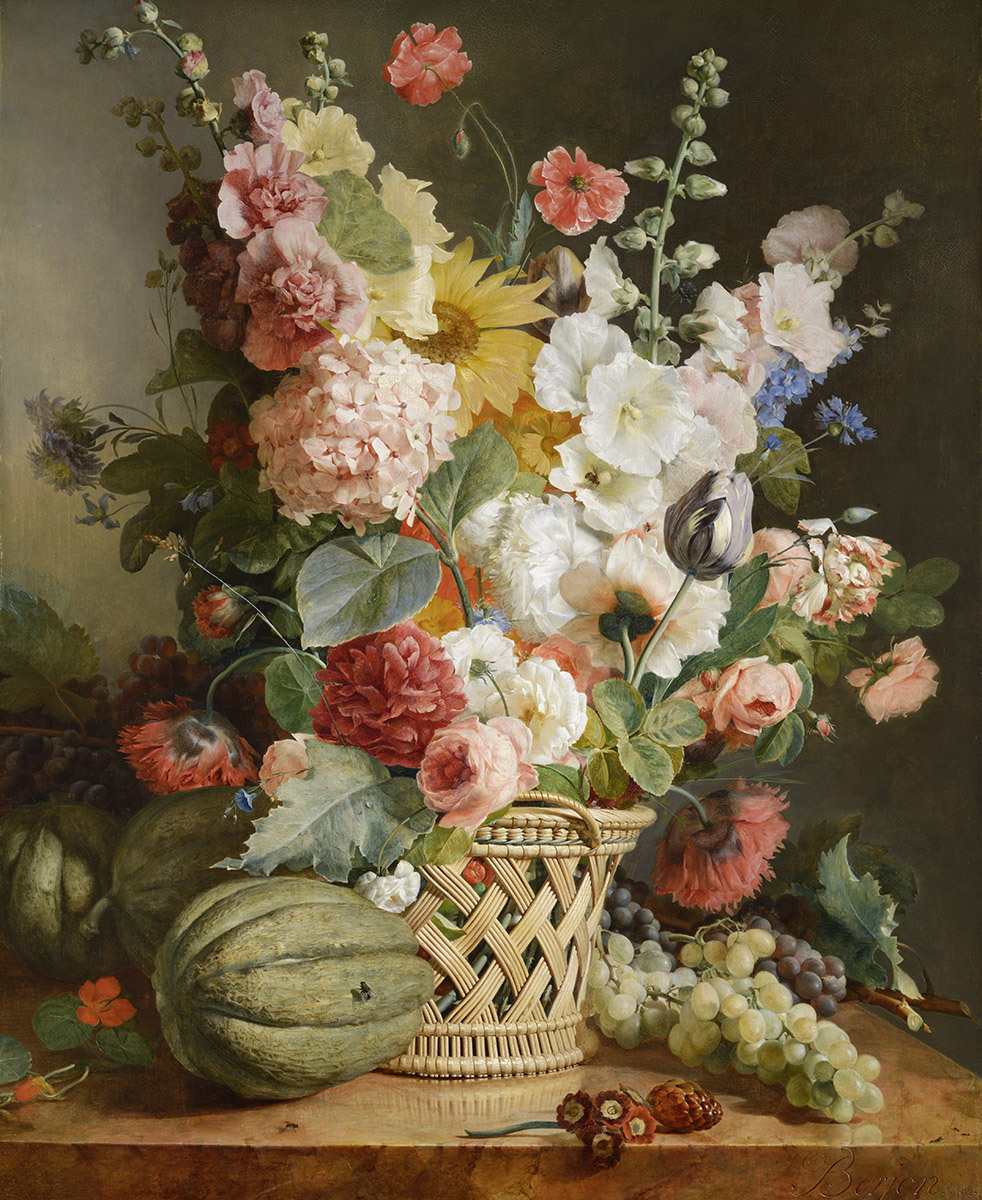
Fruits et fleurs dans une corbeille d'osier (1810), musée des Beaux-Arts de Lyon.
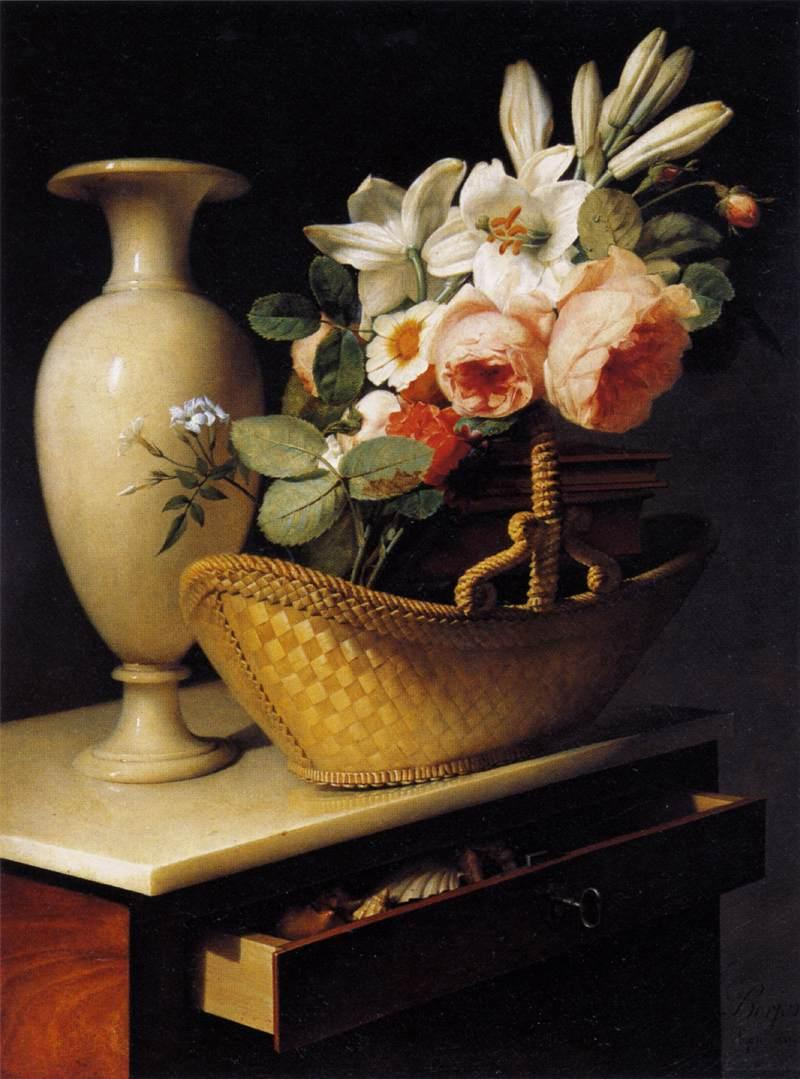
Bouquet de lis et de roses dans une corbeille posée sur une chiffonnière (1814), Paris, musée du Louvre.
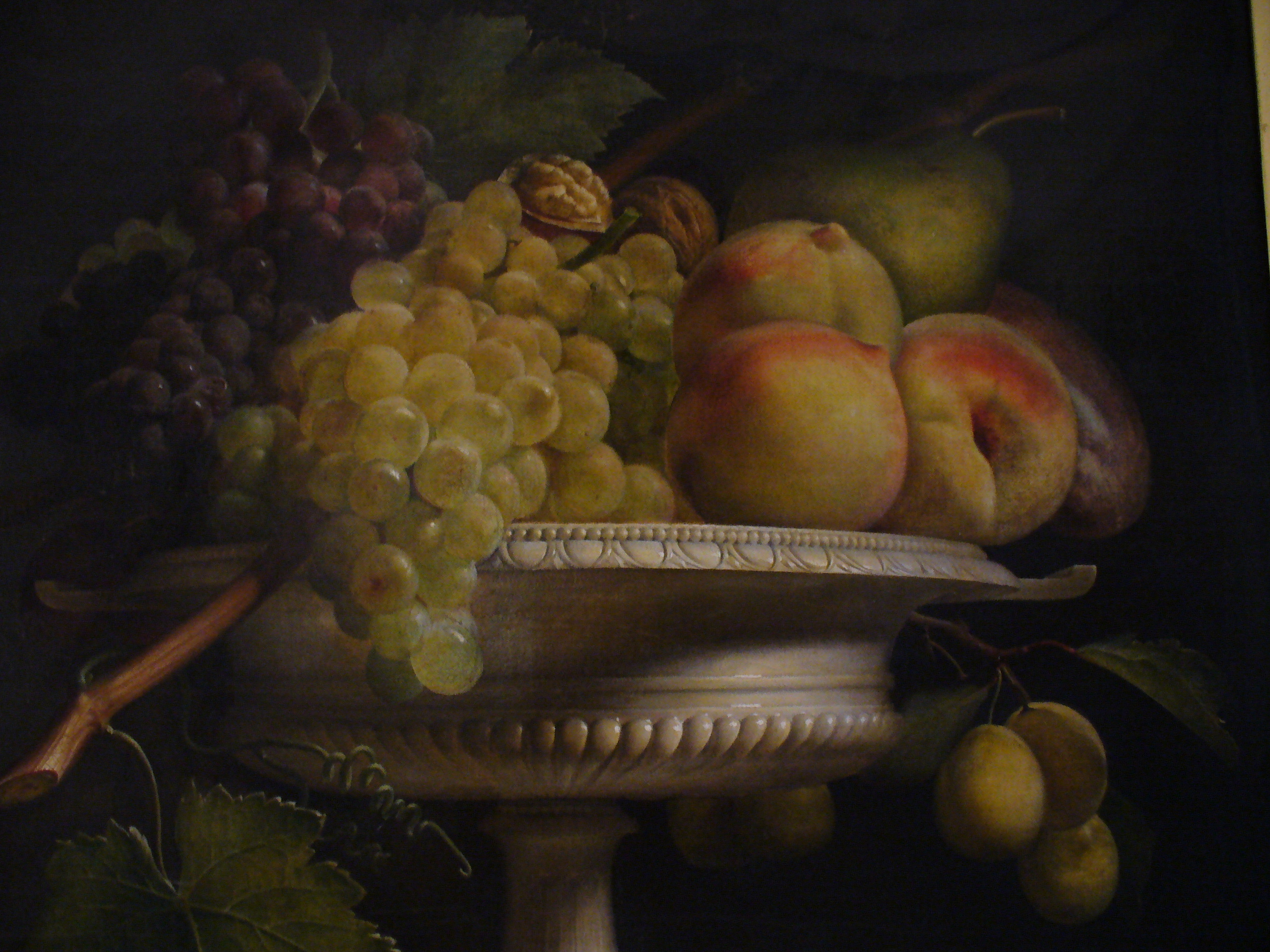
Fruits dans une coupe d'albâtre (1817), musée des Beaux-Arts de Lyon.
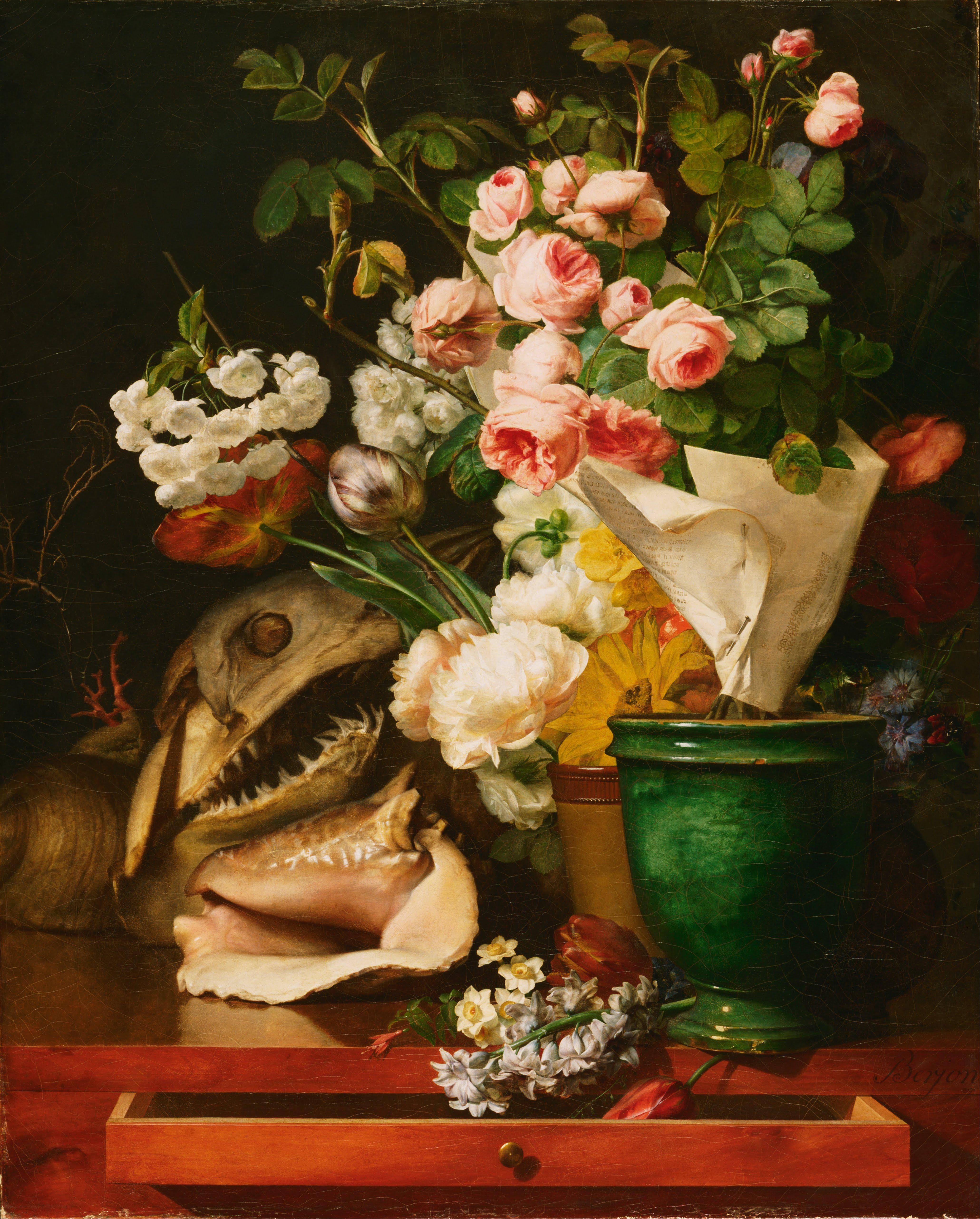
Nature morte de fleurs, de coquillages, de tête de requin et de pétrifications (1819), Philadelphia Museum of Art.
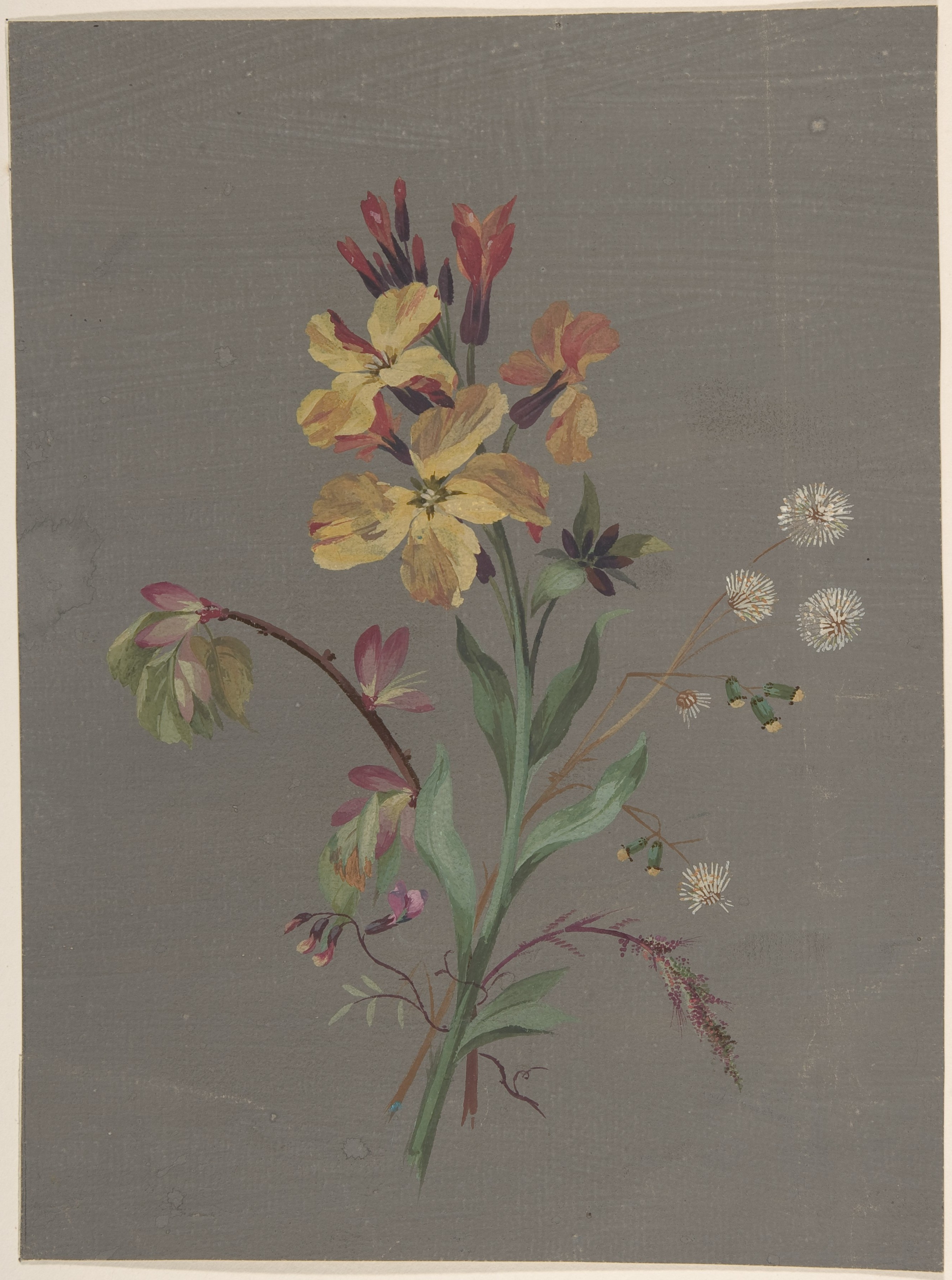
Fleurs, gouache, New York, Metropolitan Museum of Art.